# ZBTB1
ZBTB1‏ (Zinc finger and BTB domain-containing protein 1) هوَ بروتين يُشَفر بواسطة جين ZBTB1 في الإنسان.